# محمد بن ابراهیم آبلی
محمد بن ابراهیم آبُلی (۱۲۸۲-۱۳۵۰م) فیلسوف، منطق‌دان و ریاضی‌دان مغربی در سدهٔ هشتم هجری و استاد ابن خلدون و لسان الدین خطیب بود. 